# Polypedilum silhouettarium
Polypedilum silhouettarium är en tvåvingeart som beskrevs av Ole Anton Saether 2004. Polypedilum silhouettarium ingår i släktet Polypedilum och familjen fjädermyggor.
Artens utbredningsområde är Seychellerna. Inga underarter finns listade i Catalogue of Life.